# Аманина
Аманина — река на полуострове Камчатка в России.
Длина реки — 181 км. Площадь водосборного бассейна — 1960 км². Протекает по территории Тигильского района Камчатского края. Впадает в залив Шелихова Охотского моря.
Названа в начале XVIII века русскими казаками по имени проживавшего у реки коряка Омана (Аманина). Ранее имела местное название Ветлюн, вероятно от корякского Вэллан — «стоящая». Современное корякское название — Вэхльнун.

## Притоки
Объекты перечислены по порядку от устья к истоку.
- 17 км: река без названия
- 28 км: Хромушка
- 31 км: Коняваям
- 39 км: Брусничный
- 46 км: Россошина
- 67 км: река без названия
- 76 км: Анкун
- 80 км: Шутома
- 88 км: Большая Кешима
- 114 км: Луковая
- 122 км: река без названия
- 129 км: Мессэхере
- 136 км: река без названия
- 146 км: река без названия
- 157 км: река без названия
- 164 км: река без названия

## Данные водного реестра
По данным государственного водного реестра России относится к Анадыро-Колымскому бассейновому округу.
Код водного объекта в государственном водном реестре — 19080000112120000035696.